# 桃園喜來登酒店
桃園喜來登酒店（英語：Sheraton Taoyuan Hotel）位於桃園市大園區，為桃禧飯店集團營業據點。前身為2009年開幕的桃禧航空城酒店，2017年3月與萬豪國際簽約加盟，2019年9月22日以桃園喜來登酒店之名開幕，成為台灣第四家喜來登酒店。
桃禧飯店集團旗下包含台北桃禧大飯店、桃禧航空城酒店新館、桃園智選假日飯店和八里福朋喜來登酒店。

## 飯店周邊
- 桃園國際機場

## 外部連結
- 桃園喜來登酒店 （页面存档备份，存于）